# 맹승지
맹승지(1986년 5월 12일 ~)는 대한민국의 희극인이다.  
- 2012년 연극배우 데뷔 하였다.
- 2013년 MBC 20기 공채 개그맨으로 데뷔했다.[1]
- 국내 종합격투기 단체 로드 FC의 라운드걸로도 있다.

## 출연 작품

### 방송
- 《웃찾사》 (2016년, SBS)
  - 러브 다이너마이트 (2016.03.25 ~ 2016.07.01 )
  - 환상속의 그녀 (2016.08.24 ~ 2017.01.04)
- 《출발드림팀 시즌 2》 (2016년, KBS)
- 《식객남녀 잘 먹었습니다 2》 (2015년, SBS CNBC)
- 《세상은 넓다》 (2015년, KBS)
- 《달려라 꽃마차》 (2014년, MBN)
- 《오 마이 펫》(2014년, 스카이 펫파크)
- 《집밥의 여왕》 (2014년, JTBC)
- 《주먹이 운다 - 도쿄 익스프레스》 (2014년, XTM)
- 《용감한 작가들》 (2014년, ETN)
- 《일밤 - 진짜 사나이 여군특집》 (2014년, MBC)
- 《코미디의 길》 (2014년, MBC)
- 《쇼! 음악중심》 (2014년, MBC)
- 《황금어장 라디오스타》 (2013년, MBC)
- 《웰컴 투 한국어학당 어서오세요》 (2013년, MBC)
- 《세바퀴》 (2013년, MBC)
- 《휴먼다큐 사람이 좋다》 (2013년, MBC)
- 《섹션TV 연예통신》 (2013년, MBC)
- 《코미디에 빠지다》 (2013년, MBC)
  - 친절한 보규씨 (2013.04.07 ~ 2013.06.30)
  - 방송의 신 (2013.06.16 ~ 2013.09.29)
  - 19일의 금요일 (2013.07.28 ~ 2013.09.08)
  - 맹스타 (2013.08.18 ~ 2013.12.15)
- 《무한도전》 (2013년, MBC)

### 드라마
- 2014년~2015년 SBS 《피노키오》 - YGN 신입기자 역 (특별출연)

### 뮤지컬
- 《드립걸스》 (2014년)

## 기타 경력

### 라운드 걸 활동
- 2015 Road FC 026
- 2014 Road FC 015